# Idioma xokléng
La lengua xoclengue o xokléng (pronunciado [ʃoˈklɛ̃ŋ]) es el idioma hablado por la tribu brasileña xokleng. Es un idioma de perteneciente al grupo septentrional de las lenguas yê al igual que el kaingáng. De hecho el kaingáng es bastante próximo al xokléng y según los propios xokléng pueden entender algunas palabras kaingáng, aunque dicen que no lo hablan.
- Datos: Q3027930